# Rošpoh (gmina Kungota)
Rošpoh – wieś w Słowenii, w gminie Kungota. 1 stycznia 2018 liczyła 307 mieszkańców.